# Harristown (Illinois)
Harristown – wieś w Stanach Zjednoczonych, w stanie Illinois, w hrabstwie Macon.